# Fritz Schulte (Polizist)
Fritz Schulte (* 28. Dezember 1891 in Bergerhof (Ortsteil von Wildbergerhütte); † 15. Dezember 1955) war ein deutscher Polizist sowie Gründungsmitglied und erster Vorsitzender der Gewerkschaft der Polizei.

## Leben
Fritz Schulte begann 1905 eine Schlosserlehre. Nach Abschluss der Lehre arbeitete er im Rheinland und in Westfalen. 1913 wurde er zum Militärdienst in Berlin eingezogen, wo er als Pionier auch während des Ersten Weltkriegs eingesetzt wurde. Nach Kriegsende trat er 1919 in den kommunalen Polizeidienst der Stadt Barmen ein, wo er bis 1922 blieb. 1922 wechselte er im Rang eines Oberwachtmeisters in den staatlichen Polizeidienst.
Er trat in den Verband Preußischer Polizeibeamter (Schraderverband) ein, wo er 1932 als Beisitzender der Schutzpolizei fungierte und gleichzeitig Vorsitzender des Gaus West (Provinz Rheinland, Westfalen und Hessen-Nassau) war.
Nach der nationalsozialistischen „Machtergreifung“ wurde er am 4. Oktober 1933 in „Schutzhaft“ genommen und im Konzentrationslager Kemna, später im Konzentrationslager Neusustrum, inhaftiert. Er blieb bis zum 15. Januar 1934 in Haft. Am 22. Januar des gleichen Jahres wurde er aufgrund des Gesetzes zur Wiederherstellung des Berufsbeamtentums aus dem Polizeidienst entlassen. Seine Entlassung wurde mit der Funktionärstätigkeit im Schraderverband und seiner SPD-Mitgliedschaft begründet. Um seinen Lebensunterhalt zu verdienen, arbeitete Schulte bis 1940 als Reisevertreter in Duisburg, bevor er zum Militärdienst einberufen wurde.
Nach Ende des Zweiten Weltkriegs trat Schulte im Oktober 1945 wieder in den Dienst der Polizei. Er leitet erst ein Polizeirevier in Wuppertal. Am 3. August 1948 wurde er zum Polizeidirektor ernannt, 1950 wurde er Leiter der Polizei in Wuppertal. 1954 wurde Schulte pensioniert.
Schulte war Gründungsmitglied der 1950 gegründeten Gewerkschaft der Polizei und ihr erster Vorsitzender bis zu seinem Tod am 15. Dezember 1955.

## Zitate
„Wir lassen uns bei unserer Arbeit von dem Gedanken leiten, dass der Mensch das größte Maß an Freiheit genießen soll, das unter
Berücksichtigung des vorrangierenden Rechtes der Allgemeinheit möglich ist.“